# روبرت نوريس
روبرت نوريس (بالإنجليزية: Robert Norris)‏ (12 أكتوبر 1987 في المملكة المتحدة - ) هو لاعب كرة قدم بريطاني في مركز الهجوم. لعب مع غرانتهام تاون ‏ ونادي كينغز لين وسانت ألبانز سيتي ونادي بوسطن يونايتد.

## وصلات خارجية
- روبرت نوريس على موقع قاعدة بيانات كرة القدم.إي يو (الإنجليزية)
- روبرت نوريس على موقع Soccerbase.com (لاعب) (الإنجليزية)